# Stadion De Vijverberg
El Stadion De Vijverberg es un estadio de fútbol ubicado en Doetinchem, en los Países Bajos. Fue inaugurado en el año 1954 con remodelaciones entre 1998-1999, tiene una capacidad para albergar a 12 600 aficionados, su equipo local es el De Graafschap de la Eredivisie holandesa.
Fue una de los seis estadios elegidos para albergar la Copa Mundial de Fútbol Sub-20 de 2005, en donde se realizaron ocho partidos.